# Kim Wall (lekkoatletka)
Kim Wall (ur. 21 kwietnia 1983) – brytyjska lekkoatletka, specjalizująca się w biegu na 400 metrów.

## Najważniejsze osiągnięcia
| Rok  | Rodzaj zawodów                 | Miasto     | Konkurencja        | Miejsce | Wynik   |
| ---- | ------------------------------ | ---------- | ------------------ | ------- | ------- |
| 2000 | Mistrzostwa Świata Juniorów    | Santiago   | Sztafeta 4 x 400 m | 1.      | 3:33,82 |
| 2001 | Mistrzostwa Europy juniorów    | Grosseto   | 400 m              | 3.      | 53,52   |
| 2002 | Mistrzostwa Świata Juniorów    | Kingston   | Sztafeta 4 x 400 m | 2.      | 3:30,46 |
| 2005 | Młodzieżowe mistrzostwa Europy | Erfurt     | Sztafeta 4 x 400 m | 2.      | 3:31,64 |
| 2007 | Halowe mistrzostwa Europy      | Birmingham | Sztafeta 4 x 400 m | 3.      | 3:28,69 |
| 2009 | Halowe mistrzostwa Europy      | Turyn      | Sztafeta 4 x 400 m | 2.      | 3:30,42 |

## Rekordy życiowe
- bieg na 400 m - 52,20 (2005)
- bieg na 400 m (hala) - 53,02 (2005)